# SAS Institute
 (novembre 2016).
Si vous disposez d'ouvrages ou d'articles de référence ou si vous connaissez des sites web de qualité traitant du thème abordé ici, merci de compléter l'article en donnant les références utiles à sa vérifiabilité et en les liant à la section « Notes et références ».
Pour les articles homonymes, voir SAS.
SAS Institute Inc., dont le nom a été formé à partir de « Statistical Analysis System », est un éditeur de logiciels spécialisé en informatique décisionnelle.
La société a été fondée en 1976 par Anthony James Barr, James Goodnight (en), John Sall (en) et Jane Helwig. Le siège social est situé à Cary en Caroline du Nord aux États-Unis. James Goodnight (en) est actuellement le CEO de SAS Institute Inc.. 
SAS se distingue des autres offres logicielles par :
- la location des solutions et non l'acquisition ;
- un fonctionnement uniforme sur la plupart des plateformes (voir comparaison) ;
- une offre dite transversale, permettant de travailler sur tous les maillons de la chaîne décisionnelle, avec des solutions adaptées aux différents métiers de l'entreprise mais aussi à son secteur d'activité ;
- le développement de liens avec les grands éditeurs des bases de données décisionnelles : Teradata, Oracle, IBM.

En 1983, la compagnie ouvre sa filiale française à Évry-Grégy-sur-Yerre en Seine-et-Marne.
La dernière version du logicielle, la v9.4, date de juillet 2013. La société est aujourd'hui implantée dans 139 pays.

## Solutions et logiciels SAS
- SAS, un langage de programmation de quatrième génération (L4G)[5]
- SAS 9, la plate-forme actuelle intégrant le processus de gouvernance des données (accès aux données, extraction, transformation, chargement, migration et synchronisation des données) et proposant des fonctionnalités de calcul dédiées au traitement de quantités massives de données structurées ou non structurées[6]
- SAS Visual Analytics, solution dédiée au reporting agile, à l'exploration visuelle et à l'analyse de données. Cette solution de data visualisation est disponible sur des petits serveurs, et peut être utilisée dans des entreprises de toutes tailles.
- Solutions SAS pour Hadoop, en adaptant ses technologies in-memory à Hadoop, SAS permet l'exploration visuelle et interactive des données stockées dans Hadoop.
- SAS Cloud Analytics, des solutions SAS disponibles à la demande, en mode SAAS ou en mode hébergé
- SAS High-Performance Analytics, architecture pour réaliser des analyses sur de gros volumes de données (big data) et permettant de répondre en temps réel à des questions complexes via une seule et même architecture.
- SAS Business Analytics, environnement intégré de modélisation prédictive et descriptive, de text mining, de prévision, d'optimisation, de simulation, de conception expérimentale, etc.
- SAS Business Intelligence, outils de reporting et de prévision, interfaces sécurisées de publication et de diffusion des informations basées sur les rôles
- SAS Data Management, pour l'intégration, la qualité, la gouvernance des données et la gestion de données de références (MDM)
- JMP, logiciel SAS de statistiques générales et d'outils de visualisation
- Solutions sectorielles : Les solutions SAS exploitent les données propres aux contextes et aux problématiques de chaque secteur.

Académique et Enseignement, Aéronautique, Défense, Assurance, Automobile, Banque et Finance, Distribution, Énergie, Industrie, Pétrole et gaz naturel, Pharmaceutique, Public, Santé, Télécommunications, Hôpital
- Solutions multi-sectorielles : SAS fournit des solutions transverses adressant les métiers.

Détection et prévention de la fraude, Financial Intelligence, Gestion de la performance, Relation client, Gestion des données, Pilotage des risques, Gouvernance, Risque et Conformité, Développement durable
- Solutions analytiques : SAS est un acteur historique dans le domaine de la statistique depuis 38 ans.

Analytique avancée, Analyses de données, Analyse prédictive et Data Mining, Prévision, Optimisation, Suivi des modèles et performance dans le temps, Contrôle qualité, Analyse statistique, Analyse de données textuelles et non structurées